# Адзьва
Адзьва (коми адз «пойма», ва «река» — «пойменная река») — река в Ненецком автономном округе и Республике Коми, правый приток реки Уса (бассейн Печоры). Длина — 334 км, площадь водосбора 10600 км².
Берёт начало из озера Ванюкты (Вашуткины озёра). Протекает по Большеземельской Тундре вдоль гряды Чернышева по территории Республики Коми и Ненецкого АО. Впадает в Усу (приток Печоры) на 161-м км от устья.
В Адзьву впадает 307 притоков, крупнейший — Хоседаю (правый). В бассейне расположено 5332 озера общей площадью 353 км².
Питание снеговое, ввиду того что течение реки направлено с севера на юг, весной часто бывает сильные половодье. Ледостав в октябре-ноябре. Вскрывается ото льда в мае, реже в июне.
В Адзьве нерестится сёмга. Лов рыбы запрещён. Вдоль берегов установлены водоохранные лесные полосы шириной 1 км.
Ненецкое название реки — Хирмор, Хырмор.
На границе Архангельской области и Республики Коми недалеко от реки находится памятник природы — термальные источники Пым-Ва-Шор. На местонахождении Харутино на реке Адзьве вместе с каменными изделиями найдены кости трогонтериевого слона.
По названию реки именуются населённые пункты Адзьвавом и Адзьва.